# São Bernardo FC
São Bernardo FC is een Braziliaanse voetbalclub uit de stad São Bernardo do Campo in de staat São Paulo.

## Geschiedenis
De club werd opgericht in 2004. In 2005 begon de club in de Segunda Divisão, de vierde klasse van het Campeonato Paulista. De club werd er derde en promoveerde zo naar de Série A3. De club plaatste zich in 2006 meteen voor de eindronde, maar slaagde er niet in te promoveren. Nadat de club in 2007 opnieuw net de promotie miste werden ze in 2008 vicekampioen achter AA Flamengo en promoveerde zo naar de Série A2. Na een plaats in de middenmoot in het eerste seizoen wist de club in 2010 promotie af te dwingen naar de Série A1. De club streed het hele seizoen tegen de degradatie en verloor op de laatste speeldag van Portuguesa, terwijl rechtstreekse concurrent Ituano won. Het volgende seizoen werd de club kampioen en keerde zo terug naar de hoogste klasse. Door deze titel mocht de club ook deelnemen aan de Copa do Brasil 2013 en schakelde daar Série B club Paraná uit. In de tweede ronde verloren ze van Criciúma. Bij de terugkeer in de staatscompetitie kon de club deze keer al voor de laatste speeldag het behoud veilig stellen en ze eindigden twaalfde op twintig clubs, maar toch maar met twee punten overschot op de eerste degradant. Omdat de club in 2013 de Copa Paulista won tegen Audax plaatste de club zich in 2014 opnieuw voor de Copa do Brasil. Paraná was opnieuw de tegenstander, maar deze keer won de club wel van São Bernardo. Na twee seizoenen in de middenmoot plaatste de club zich in 2016 voor de kwartfinale om de titel en verloor hier van Palmeiras. Het volgende seizoen eindigde de club voorlaatste waardoor ze opnieuw degradeerden. Door de goede prestatie in het voorgaande jaar mocht de club wel nog aantreden in de Série D, waar de club eruit ging in de derde ronde tegen São José
In 2018 bereikte de club de halve finale in de Paulistão A2, en verloor daar van Oeste. In 2019 werden ze nipt gered van degradatie omdat ze een beter doelsaldo hadden dan Nacional. In 2020 werden ze eerste in de groepsfase en bereikte daarna de halve finale van de eindronde, waar ze verloren van São Bento.
In 2022 bereikte de club de halve finale van de Série D, waar ze verloren van América de Natal, echter gaf dit wel recht op promotie.

## Erelijst
Copa Paulista
2013